# Pierre Mainfray
Pierre Mainfray (* 1580 in Rouen; † 1630) war ein französischer Dichter und Dramatiker.

## Leben und Werk
Pierre Mainfray wirkte in Rouen. Er schrieb 6 barocke Theaterstücke in der Art von Alexandre Hardy. Besondere Aufmerksamkeit durch die neueste Forschung wurde La Rhodienne zuteil.

## Werke

### Theater
- La Belle Hester. Tragedie françoise tiree de la Saincte Bible. De l’invention du Sr Japien Marfriere. Rouen.
- Tragedie des forces incomparables, et Amours du grand Hercules. Ou l’on voit artistement despeinct sa generosité, son trespas, & son immortalité, malgré l’envie de Junon sa marastre. Troyes 1616.
- Cyrus triomphant, ou la Fureur d’Astiages, roy de Mede. Rouen 1618.
- La Rhodienne, ou la Cruauté de Solyman. Où l’on voit naifvement décrites les infortunes amoureuses d’Eraste & de Perside. Rouen 1621.
  - (moderne Ausgabe in:) Théâtre de la cruauté et récits sanglants en France (XVIe–XVIIe siècle). Hrsg. Christian Biet. Laffont, Paris 2006, S. 660–692.
- La chasse royalle Comedie. Où l’on voit le contentement & l’exercice de la chasse des cerfs, des sangliers, & des ours. Ensemble la subtillité dont usa une chasseresse vers un satyre qui la poursuivoit d’amours. Troyes 1625. (Schäferspiel zu Ehren von König Ludwig XIII., gleichzeitig allegorisch, mythologisch und realistisch)[2]
- La Rocheloise Tragedie. Où se voit les heureux succez & glorieuses victoires du roy tres chrestien Louys XIII, depuis l’advenement de Sa Majesté à la couronne de France, jusques à present. Troyes 1629.

### Weitere Werke
- Les Fleurs des muses françoises. Consacrées a monseigneur l’illustrissime & reverendissime archevesque de Roüen, & primat de Normandie. Rouen 1615. (gewidmet François de Joyeuse)
- La Triomphante vie, et martyre, de monseigneur S. Pierre prince des apostres, et monseigneur S. Paul docteur des Gentils. Avec l’histoire de la translation de l’oratoire de Nostre Dame de Lorette. Et plusieurs chansons spirituelles traictant du voyage de Rome, & autres à la loüange S. Pierre, S. Paul & Nostre Dame de Lorette. Avec la guide du chemin de Rome, & Nostre Dame de Lorette, le plus court & le plus usité. Par Pierre Mainfray Rouennois. Rouen 1618.
- Epistre consolatoire a madame la presidente vefve de feu monsieur de Berniere. Avec l’ordre tenu et observé aux funerailles de feu messire Charles Maignard conseiller du Roy en ses conseils d’Estat & privé & president en sa court de parlement de Normandie, & seigneur de Berniere, la Riviere Bourdet, Caletot & Tribouville, &c. Rouen 1621.
- Regrets funèbres sur le trespas de Messire Charles Maignard, conseiller du Roy... et président en sa cour de Parlement de Normandie. Rouen 1621.